# فهرست کارهای نافرجام بهرام بیضایی

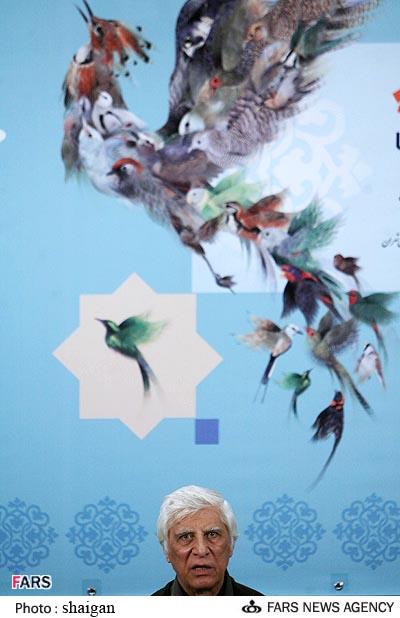
بیضایی در نشستِ خبریِ وقتی همه خوابیم در جشنوارهٔ فیلمِ فجرِ ۱۳۸۷
------
«... من را معرّفی کردند به عنوان سازندهٔ دو تا فیلم و احتمالاً نویسنده یا کارگردان چند تا نمایشنامه. احتمالاً باید این توضیح را داد که تمام کسانی که معرّفی می‌شند کارهای نکرده‌شان بیشتر از کارهای کرده‌شونه. در واقع بیوگرافی واقعی ما اونه. یک زمانی ما قرار بود که متخصّص در کار سینما بشیم یا در کار تئاتر. در حال حاضر فکر می‌کنم که متخصّص یک چیزهای دیگری هستیم، پروژه‌های ناتمام.» بیضایی، ۲۰ مهرِ ۱۳۵۶

بهرام بیضایی از حوالیِ سالِ ۱۳۴۰ نگارش و ساختِ ده‌ها نمایش و فیلم و نوشته را آغاز کرد که بسیاری به نتیجه نرسید یا گم شد. او کمابیش همهٔ نوشته‌های داستانیش را برای نمایش بر صحنهٔ تئاتر یا بر پردهٔ سینما نوشته؛ ولی بسیاری از این‌ها را – به استثنای شانزده نمایش و چهارده فیلم – به چنین فرجامی نرسانیده است و به همین نافرجامیِ بیشترِ کارهایش هم شناخته شده است. نام و نشانِ بسیاری از آثارِ نافرجام و حتّی منتشرنشدهٔ بیضایی در دورهٔ زندگیِ خودش شناخته بوده است.
صفدر تقی‌زاده از کسانی بوده که سببِ اصلیِ ناکامیِ بیضایی در تکمیلِ کارهایش را «اجازه نیافتن» می‌دانند، چنان که در ۱۳۷۹ نوشت:
بهرام بیضایی در این سال‌های گذشته اجازه نیافت افکار و درونمایه‌ها و مکاشفه‌هایی را که در سینه دارد، آن چنان‌که خود می‌خواهد، واژه به واژه و صحنه به صحنه و نما به نما بیرون می‌ریزد و با همان شور و اشتیاقی که آغاز کرده بود ادامه دهد و آثار گرانقدر دیگری در صحنهٔ ادبیات و هنر ما بیافریند.
با این همه، معروف بوده که بیضایی «ممنوعیت حاکم بر آثارش را با پرکاری فراوان به تمسخر می‌گیرد.»
ابراهیم گلستان آرزو داشته که بیضایی نیز همچون دیگرانی «فرصت» پیدا کند. مرتضی احمدی افسوس خورده که بیضایی اتّهام خورده و کنار نهاده شده؛ پرویز پورحسینی و پرویز جاهد دوریش از سینما و تئاترِ ایران را «خسران بزرگ» دانسته‌اند؛ جمشید ملک‌پور معترضِ ناسزاواریِ آن شده که بیضایی عضوِ فرهنگستانِ هنر نبوده؛ بهزاد فراهانی و علی نصیریان از مسئولانِ فرهنگی خواسته‌اند که بیضایی را از آمریکا (از آخرین مهاجرتش) به ایران بازگردانند و بگذارند کار کند؛ اصغر رفیعی جم و اصغر فرهادی آرزو کرده‌اند که بیضایی بتواند به سرِ کارش در ایران برگردد؛ علیرضا مجلّل و حسین خسروجردی او را نمونهٔ اعلای «نسلِ سوخته» دانسته‌اند؛ مسعود جعفری جوزانی از «فراری دادن» ِ بیضایی گله کرده؛ آیدین آغداشلو جلوگیری از کارِ بیضایی را «جهل و بی‌اعتنایی» دانسته و رانده شدنش را به آنجا که «جایگاهش نیست» ملازمِ آسودگی شمرده: «هر جا که می‌خواهد رفته باشد، چون هر جا که باشد نماینده معنا و شعور و خلاقیت درخشان مردم کارآمد است.» دیگرانی هم بوده‌اند که تقصیرِ ناتمامیِ بعضِ کارها را از بیضایی دانسته‌اند. بهمن فرمان‌آرا و هوشنگ مرادی کرمانی به شهیدنمایی و مظلوم‌نمایی متّهمش کردند، شهلا لاهیجی از سرخوردگی و بی‌رغبتیِ بیضایی به چاپِ کتاب‌های جدیدش سخن گفت (۱۳۹۷) و علی جنّتی در زمانِ وزارتِ فرهنگ و ارشادِ اسلامی سالخوردگیِ بیضایی را مانعِ فیلم ساختنش گفت (۱۳۹۵)؛ ولی جلال ستّاری کامیابیِ بیضایی در حرفِ نو گفتن را ستوده و محمود دولت‌آبادی او را «عاشق» و «از پا نیفتادنی» می‌دانسته‌است؛ و ناصر تقوایی تودهٔ مردم را از مقصّرانِ بی‌کاری بیضایی و مانندانش شمرده: «. . . چه چیزی در مردمِ ما هست که به حمایت از روشنفکرانِ خودشان هیچ اقدامی نمی‌کنند؟ من از تک‌تکِ شما می‌پرسم: اگر دلتون برای یک فیلمِ بهرام بیضایی تنگ می‌شه، چرا کوشش نمی‌کنین که او فیلمی بسازه؟» و گلاب آدینه نوشته: «. . . کشور ما هم اگر لایق باشد پذیرای ایشان خواهد بود.» ولی محمّد رحمانیان در بهارِ ۱۳۹۸ گفته: «بعید می‌دانم او هرگز به کشور برگردد.» نویسنده‌ای ناشناس در مقاله‌ای در شمارهٔ ۸ تیرِ ۱۳۹۹ روزنامهٔ کیهان نوشت: «آنچه باعث ترک دائمی وطن از جانب او شد نه فشار جمهوری اسلامی که تهدید و ارعاب همکارانش بود». بیضایی خود سخنرانیِ ۲۰ مهرِ ۱۳۵۶ در شبِ سوّمِ شب‌های شعرِ گوته را در باغِ انجمنِ روابطِ فرهنگیِ ایران و آلمان (تهران) چنین آغاز کرده بود که: «. . . یک زمانی ما قرار بود که متخصّص در کار سینما بشیم یا در کار تئاتر. در حال حاضر فکر می‌کنم که متخصّص یک چیزهای دیگری هستیم، پروژه‌های ناتمام.»
اینک سیاهه‌ای از آثارِ بیضایی که عمدتاً (به استثنای هر کدام که با اجرایِ بیضایی ممتاز شده، که یعنی شانزده نمایش و چهارده فیلم) عبارت است از همین پروژه‌های ناتمام:

## نمایش‌ها
. . . در مملکت خودم با هنر میانه خوشی ندارند. مثلاً بیضایی خیلی برای انجام کارهایش با گرفتاری مواجه شد. . . .

پری صابری، بهارِ ۱۳۹۷

. . . تو آن بلاکش معصومی که هوش ویرانگر و ادراک عالی تو قادر به درک عقلانیت روزمره ما نیست. آری تو آن حماسه نستوهی . . . در این عهد بی‌خصلتِ بی‌هویتِ بی‌معنی، تو پاسوخته بیرون صحنه مانده، در جست‌وجوی معنی تآتر، جام خضر زمانه‌ای . . .

اکبر رادی، ۱۳۸۶

بیضایی، چنان‌که بارها گفته، همهٔ نمایشنامه‌هایش را برای نمایش نوشته؛ ولی کوشش‌های فراوانیش نافرجام مانده‌است و، به قولِ رضا براهنی، «این جسته‌گریخته عرضه شدن را بر هر دو عصر زمانه خویش نبخشیده». مجلس ضربت زدنِ (۱۳۷۹) بیضایی خود نمایشنامه‌ای است اجرانشده به کارگردانی خودش دربارهٔ نمایشی نافرجام. جلوی بسیاری از کارهای بیضایی را مخالفانِ سیاسی و فرهنگیش گرفتند (که به مهاجرتش به آمریکا در ۱۳۸۹ انجامید)؛ مثلاً سعید سلطان‌پور که آشکارا کارشکنی می‌کرد یا نویسنده‌ای ناشناس که در ۱۵ آذرِ ۱۳۹۵ در روزنامهٔ کیهان چنین نوشت:
در حالی برای نخستین بار جشنواره تئاتری به نام بهرام بیضایی، کارگردان فراری توسط یکی از مراکز فرهنگ و هنر علمی کاربردی کشور برگزار می‌شود که این فرد به غیر از تمامی فعالیت‌هایی که در طول اقامتش در آمریکا علیه ایران و ارزش‌ها و باورها و اعتقادات مردم این سرزمین انجام داده، چندی پیش در اجرای تئاتر با خواننده هتاک فراری (م. ن) همکاری داشت و اخیراً نیز با اجرای تئاتر مبتذلی به نام «طربنامه» در کالیفرنیا به مضحکه و مسخره ارزش‌های اسلامی جامعه ایران پرداخت. . . . بیضایی در سال‌های پس از انقلاب هم با سوءاستفاده از بی‌بصیرتی برخی مدیران فرهنگی و متولیان سینمایی، همان روال سینمای قبل از انقلاب خود در ضدیت با فرهنگ اسلامی و ترویج اندیشه‌های باستان‌گرایانه و ضداسلامی را ادامه داد و علی‌رغم همه همراهی مسئولان سینمایی در دوران مختلف با وی، بارها به خارج کشور گریخت و در آنجا به فعالیت‌های ضدایرانی خود ادامه داد که پس از فرار آخر همچنان در آمریکا مانده‌است. گفته می‌شود برخی تلاش دارند برای وی مجوز ساخت فیلمی را فراهم کنند تا دوباره به ایران بازگردد!
ولی بیضایی «عدم امکان اجرای نمایش‌ها را با افزایش وزن ادبی نمایشنامه‌ها جبران می‌کند و دوستدارانش را از سالن‌های خالی و بی‌نمایش به کتابخانه‌ها و کتابفروشی‌ها می‌کشاند.» دیگرانی هم بارها خواستارِ فراهم شدنِ امکانِ کارِ بیضایی در تئاترِ ایران شده‌اند. مثلاً، بهزاد فراهانی در نوروزِ ۱۳۹۹ گله کرده که: «وقتی ما بهرام بیضایی رئیس دپارتمان تئاتر را که فیلسوف شرق است به آمریکا می‌فرستیم و به جای او اشخاصی دیگر را می‌گذاریم مشخص است که تئاتر را نمی‌فهمیم و نمی‌شناسیم.» هادی مرزبان نیز افسوس خورده که: «. . . حیف از بیضایی که خود چراغ است اما روشنایی‌اش را با دست‌های خود و با کمال میل به دوردست‌ها تبعید کردیم.» دیگرانی چون محمّد چرم‌شیر به تأثیرِ «دور ماندن» و «پس زده شدن» بیضایی از کارِ اجرا در کارِ نمایشنامه‌نویسیش نیز پرداخته‌اند.
اینک سیاهه‌ای از نمایشنامه‌های بیضایی، که بیشترش را خود کارگردانی نکرده و به نمایش درنیاورده است. (بیضایی چند نمایشنامه نیز ترجمه کرده که اینجا نام برده نشده. آتسوموریِ سه‌آمی موتوکیو و از پشت شیشه‌های اکبر رادی و مکبثِ ویلیام شکسپیر نیز از کارهای نمایشی نافرجامِ بیضایی است: آتسوموری را حدودِ سالِ ۱۳۴۳ از روی ترجمهٔ فارسیِ داریوش آشوری و خودش با علی نصیریان و عزّت‌الله انتظامی تمرین کرد، ولی مسئولانِ ادارهٔ هنرهای دراماتیک نگذاشتند تا به نمایش درآید. از پشت شیشه‌ها در ۱۳۴۵ نشد که اجرا شود. ترجمهٔ فارسی نویی از مکبث را نیز از سالیانِ پایانیِ دههٔ ۱۳۵۰ می‌خواست به نمایش درآورد؛ که نشد.)
| نمایشنامه‌های بیضایی                                                | نمایشنامه‌های بیضایی | نمایشنامه‌های بیضایی | نمایشنامه‌های بیضایی                                  | نمایشنامه‌های بیضایی |
| نام                                                                | سالِ نگارش           | سالِ چاپ             | نخستین انتشار                                        | نمایشِ بیضایی        |
| ------------------------------------------------------------------ | ------------------- | ------------------- | ---------------------------------------------------- | ------------------- |
| آرش                                                                | ۱۳۳۷ و ۱۳۴۲         | ۱۳۵۶                | انتشاراتِ نیلوفر                                      | Yes                 |
| اژدهاک                                                             | ۱۳۴۰                | ۱۳۴۵                | ماهنامهٔ پیام نوین                                    | N                   |
| کارنامه‌ی بُندارِ بیدَخش                                               |                     | ۱۳۷۵                |                                                      | Yes                 |
| مترسکها در شب                                                      | ۱۳۴۱                | ۱۳۴۱                |                                                      | N                   |
| عروسکها                                                            | ۱۳۴۱                | ۱۳۴۱                |                                                      | Yes                 |
| غروب در دیاری غریب                                                 | ۱۳۴۱                | ۱۳۴۲                |                                                      | به دستیاریِ بیضایی   |
| قصّه‌ی ماه پنهان                                                     | ۱۳۴۲                | ۱۳۴۲                |                                                      | به دستیاریِ بیضایی   |
| پهلوان اکبر می‌میرد                                                 | ۱۳۴۲                | ۱۳۴۴                |                                                      | به دستیاریِ بیضایی   |
| رگبار                                                              | ۱۳۴۲                |                     | برای همگان منتشر نشده. گم شده.                       | N                   |
| هشتمین سفر سندباد                                                  | ۱۳۴۳                | ۱۳۵۰                |                                                      | N                   |
| دنیای مطبوعاتی آقای اسراری                                         | ۱۳۴۴                | ۱۳۴۵                |                                                      | N                   |
| سُلطان مار                                                          | ۱۳۴۴                | ۱۳۴۵                |                                                      | Yes                 |
| ضیافت                                                              | ۱۳۴۶                | ۱۳۴۶                | ماهنامهٔ پیام نوین                                    | Yes                 |
| میراث                                                              | ۱۳۴۶                | ۱۳۴۶                | کتاب نمایش                                           | Yes                 |
| ساحل نجات                                                          | ۱۳۴۷                | ۱۳۸۲                | دیوان نمایش/۲                                        | N                   |
| چهار صندوق                                                         | ۱۳۴۶                | ۱۳۴۶                | دفترهای زمانه ۱                                      | N                   |
| در حضورِ باد                                                        | ۱۳۴۷                | ۱۳۴۷                | دفترهای روزن ۲                                       | N                   |
| دیوان بلخ                                                          | ۱۳۴۷                | ۱۳۴۷                | انتشاراتِ امیر کبیر                                   | N                   |
| گمشدگان                                                            | ۱۳۴۸                | ۱۳۵۷                | انتشاراتِ پیام                                        | N                   |
| راه توفانی فرمان پسر فرمان از میان تاریکی                          | ۱۳۴۹                | ۱۳۵۲                | کیهان سالِ ۱۳۵۱                                       | N                   |
| ندبه                                                               | ۱۳۵۶                | ۱۳۵۹ و ۱۳۶۲         |                                                      | N                   |
| نوشته‌های دیواری                                                    | ۱۳۵۷                |                     | منتشر نشده.                                          | N                   |
| مرگ یزدگرد                                                         | ۱۳۵۸                | ۱۳۵۸                | نمایشِ نویسنده به سالِ ۱۳۵۸                            | Yes                 |
| خاطرات هنرپیشهٔ نقش دوم                                             | ۱۳۶۰                | ۱۳۶۲                |                                                      | N                   |
| فتحنامه‌ی کلات                                                      | ۱۳۶۱                | ۱۳۶۲                | انتشاراتِ دماوند                                      | N                   |
| پرده‌خانه                                                           | ۱۳۶۳                | ۱۳۷۲                | انتشاراتِ روشنگران                                    | N                   |
| سیاوش‌خوانی                                                         | ۱۳۷۲                | ۱۳۷۵                | انتشاراتِ روشنگران و مطالعات زنان                     | N                   |
| جنگنامه‌ی غلامان                                                    | ۱۳۷۱                | ۱۳۷۹                |                                                      | N                   |
| چاقو در پشت                                                        | ۱۳۷۳                |                     | نمایشِ نیلوفر بیضایی به سالِ ۱۳۷۸                      | N                   |
| سهراب‌کُشی                                                           | ۱۳۸۳                |                     |                                                      | N                   |
| اَفرا، یا روز می‌گذرد                                                | ۱۳۷۶                | ۱۳۸۱                | انتشاراتِ روشنگران و مطالعات زنان                     | Yes                 |
| مجلس قربانی سنمّار                                                  | ۱۳۷۷                | ۱۳۸۰                | انتشاراتِ روشنگران و مطالعات زنان                     | N                   |
| مجلس ضربت زدن                                                      | ۱۳۷۹                | ۱۳۸۱                | انتشاراتِ روشنگران و مطالعات زنان                     | N                   |
| شب هزارویکُم                                                        | ۱۳۸۲                | ۱۳۸۲                | نمایش به سالِ ۱۳۸۲ و انتشاراتِ روشنگران و مطالعات زنان | Yes                 |
| جانا و بلادور                                                      | ۱۳۷۸                |                     | نمایش به سالِ ۲۰۱۲ میلادی                             | Yes                 |
| طرب‌نامه                                                            | ۱۳۷۱                | ۱۳۷۹                | نمایش به سالِ ۲۰۱۶ میلادی                             | Yes                 |
| گزارش ارداویراف                                                    | ۱۳۷۸                |                     | نمایشنامه‌خوانیِ برخی از متن به سالِ ۲۰۱۵ میلادی        | Yes                 |
| مجلس شبیه؛ در ذکر مصایب استاد نوید ماکان و همسرش مهندس رُخشید فرزین | ۱۳۸۳                | ۱۴۰۲                | نمایش به سالِ ۱۳۸۴                                    | Yes                 |
| تاراج‌نامه                                                          | ۱۳۸۸                | ۱۳۹۰                | انتشاراتِ روشنگران و مطالعات زنان                     | N                   |
| چهارراه                                                            | ۱۳۸۸                | ۱۳۹۸                | نمایش به سالِ ۲۰۱۸ میلادی                             | Yes                 |
| زرّین‌تاج                                                            | ۱۳۹۱                |                     |                                                      | N                   |
| مبارک و آرزو                                                       | ۱۳۹۲                |                     |                                                      | N                   |
| دلپسند و دیو                                                       | ۱۳۹۲                |                     |                                                      | N                   |
| پهلوان ارژنگ و ارغوان                                              | ۱۳۹۲                |                     |                                                      | N                   |
| دیودختر و دلپسند                                                   | ۱۳۹۲                |                     |                                                      | N                   |
| میرخان و تخت زر                                                    | ۱۳۹۳                |                     |                                                      | N                   |
| پهلوان گیسو و مبارک                                                | ۱۳۹۳                |                     |                                                      | N                   |
| داستان‌های دوزخی                                                    | ۱۳۹۴                |                     |                                                      | N                   |
| داش آکُل به گُفته‌ی مرجان                                             | ۱۳۹۶                |                     | نمایش به سالِ ۲۰۲۴ میلادی                             | Yes                 |

## فیلم‌ها
. . . اسف‌بار خواهد بود که به هر دلیلی، امروز یا فردا، بیضائی مجبور به سکوت شود: در این صورت ما سینماگری بزرگ را از دست خواهیم داد.

رافائل بسان، حدودِ ۱۹۸۰ میلادی، ترجمهٔ احمد میرعلایی و انور میرعلایی

استاد بیضایی کم فیلم ساخت و همه آن هم به خاطر ممیزی نبود. کسانی مثل بیضایی و تقوایی فیلم‌های سنگین می‌سازند و سخت می‌سازند. بنا بر این تهیه‌کننده هم به سختی به سمت آنها می‌رود. . . .

ابراهیم حاتمی‌کیا، پاییزِ ۱۳۹۵
بیشترِ فیلم‌نامه‌های بیضایی غیراقتباسی است. بیشترِ فیلم‌نامه‌هایش فیلم نشده‌است؛ چراکه، به قولِ مارتین اسکورسیزی، «هیچگاه آنقدر که استحقاقش را داشت، مورد حمایت قرار نگرفت.» واپسین فیلمی که بیضایی در ایران ساخت وقتی همه خوابیم (۱۳۸۷) بود که خود دربارهٔ یک فیلمِ نافرجام/بدفرجام بود. پس از آن هم، که به آمریکا رفت، امیر نادری چند بار کوشش کرد تا امکانِ ساختنِ فیلم برای بیضایی فراهم کند؛ ولی نشد. سالِ ۱۳۷۷ بهزاد عشقی هشدار داده بود که مبادا بیضایی − به خاطرِ سیاستِ ناشایستِ دولت − «شهید زندهٔ سینمای ایران» شود. فخرالدّین انوار در ۱۴۰۰ گفت که «فیلم‌سازانِ مسلمان» مدیرانِ سینماییِ دههٔ ۱۳۶۰ را از اجازهٔ کار دادن به بیضایی و دیگرانی بر حذر می‌داشتند.
فیلم‌نامه‌هایی نیز که دیگران فیلم کرده‌اند، و بیضایی اغلبِ این فیلم‌ها را کمتر پسندیده، همراهِ فیلمش نام برده شده است. بعضی هم قرار بود که به کارگردانیِ کارگردانی غیر از بیضایی به فیلم درآید، که نشده؛ مثلِ فیلم‌نامهٔ جنگیِ سند که حمید فرّخ‌نژاد از ۱۳۸۳ تا ۱۳۸۴ نتوانست برای ساختش بودجه فراهم کند و ساخته نشد.
| فیلم‌نامه‌های بیضایی                      | فیلم‌نامه‌های بیضایی          | فیلم‌نامه‌های بیضایی | فیلم‌نامه‌های بیضایی                 | فیلم‌نامه‌های بیضایی                                 |
| نام                                     | سالِ نگارش                   | سالِ انتشار         | نخستین انتشار                      | فیلمِ بیضایی                                        |
| --------------------------------------- | --------------------------- | ------------------ | ---------------------------------- | -------------------------------------------------- |
| عیّار تنها                               | ۱۳۴۹                        | ۱۳۶۰               | کتاب چراغ ۲                        | N                                                  |
| عمو سیبیلو (کوتاه)                      | ۱۳۴۹                        | ۱۳۴۹               | فیلم‌شدهٔ ۱۳۴۹ (انتشار به صورتِ فیلم) | Yes                                                |
| رگبار                                   | ۱۳۴۹                        | ۱۳۵۱               | فیلم‌شدهٔ ۱۳۵۰                       | Yes                                                |
| سفر (کوتاه)                             | ۱۳۵۱                        | ۱۳۵۱               | فیلم‌شدهٔ ۱۳۵۱                       | Yes                                                |
| غریبه و مه                              | ۱۳۵۱                        | ۱۳۵۲               | فیلم‌شدهٔ ۱۳۵۲                       | Yes                                                |
| چشم‌انداز                                | ۱۳۵۲ و ۱۳۵۳ (بازنویسیِ ۱۳۷۵) | ۱۳۸۸               | انتشاراتِ روشنگران و مطالعات زنان   | N                                                  |
| ساز (کوتاه)                             | ۱۳۵۳                        |                    | منتشر نشده.                        | N                                                  |
| قصّه‌های میر کفن‌پوش                       | ۱۳۵۳ و ۱۳۵۸                 | ۱۳۶۳               | انتشاراتِ ابتکار                    | N                                                  |
| حقایق درباره‌ی لیلا دختر ادریس           | ۱۳۵۴                        | ۱۳۶۱               | انتشاراتِ تیراژه                    | N                                                  |
| چریکه‌ی تارا                             | ۱۳۵۴                        |                    | فیلم‌شدهٔ ۱۳۵۷                       | Yes                                                |
| آهو، سلندر، طلحک و دیگران               | ۱۳۵۵                        | ۱۳۵۶               | انتشاراتِ نگاه                      | سلندر (۱۳۵۹) و سلندر (۱۹۹۴ میلادی) بر اساسِ یک فصلش |
| کلاغ                                    | ۱۳۵۵                        | ۱۳۵۶               | فیلم‌شدهٔ ۱۳۵۵                       | Yes                                                |
| داستانِ باورنکردنی                       | ۱۳۵۸ و ۱۳۶۱                 |                    | منتشر نشده.                        | N                                                  |
| شب سمور                                 | ۱۳۵۹                        | ۱۳۶۰               | کتاب چراغ ۱                        | خط قرمز                                            |
| اشغال                                   | ۱۳۵۹                        | ۱۳۶۱               | کتاب چراغ ۳                        | N                                                  |
| آینه‌های روبرو                           | ۱۳۵۹                        | ۱۳۶۱               | انتشاراتِ دماوند                    | فیلم-تئاترِ آینه‌های روبرو                           |
| مرگ یزدگرد                              | ۱۳۵۸                        | ۱۳۵۸               | نمایشِ صحنه‌ای به سالِ ۱۳۵۸           | Yes                                                |
| زمین                                    | ۱۳۶۱                        | ۱۳۶۴               | انتشاراتِ ابتکار                    | N                                                  |
| روز واقعه                               | ۱۳۶۱                        | ۱۳۶۳               | انتشاراتِ ابتکار                    | روز واقعه                                          |
| پرونده‌ی قدیمی پیرآباد                   | ۱۳۶۳                        | ۱۳۶۳               | انتشاراتِ ابتکار                    | فصل پنجم                                           |
| عیّارنامه                                | ۱۳۶۳                        | ۱۳۶۴               | انتشاراتِ فاریاب                    | N                                                  |
| کفش‌های مبارک                            | ۱۳۶۳                        |                    | برای همگان منتشر نشده.             | اقتباسِ غیرموزیکال به صورتِ کفش‌های میرزا نوروز       |
| تاریخ سری سلطان در آبسکون               | ۱۳۶۳                        | ۱۳۶۵               | انتشاراتِ عکسِ معاصر                 | N                                                  |
| وقت دیگر، شاید . . .                    | ۱۳۶۳                        | ۱۳۶۶               | فیلم‌شدهٔ ۱۳۶۶                       | Yes                                                |
| باشو، غریبه‌ی کوچک                       | ۱۳۶۴                        | ۱۳۶۹               | فیلم‌شدهٔ ۱۳۶۴                       | Yes                                                |
| قلعه‌ی کولاک                             | ۱۳۶۴                        |                    | برای همگان منتشر نشده.             | طلسم                                               |
| پرده‌ی نئی                               | ۱۳۶۵                        | ۱۳۷۱               | انتشاراتِ روشنگران                  | N                                                  |
| طومار شیخ شرزین                         | ۱۳۶۵                        | ۱۳۶۸               | انتشاراتِ رامین                     | N                                                  |
| دیباچه‌ی نوین شاهنامه                    | ۱۳۶۵                        | ۱۳۶۹               | انتشاراتِ روشنگران و مطالعات زنان   | N                                                  |
| گیلگمش                                  | ۱۳۶۵                        |                    | منتشر نشده.                        | N                                                  |
| سند                                     | ۱۳۶۶ و ۱۳۸۳                 |                    | منتشر نشده.                        | N                                                  |
| آقای لیر                                | ۱۳۶۷                        | ۱۳۶۸               | مجلّهٔ بررسی کتاب                    | N                                                  |
| برگی گمشده از اوراق هویت یک هموطن آینده | ۱۳۶۷                        |                    | منتشر نشده.                        | N                                                  |
| سفر به شب                               | ۱۳۶۸                        | ۱۳۹۶               | انتشاراتِ روشنگران و مطالعات زنان   | N                                                  |
| مسافران                                 | ۱۳۵۴ و ۱۳۶۸                 | ۱۳۷۰               | فیلم‌شدهٔ ۱۳۶۹ و ۱۳۷۰                | Yes                                                |
| فیلم در فیلم                            | ۱۳۶۹                        | ۱۳۷۳               | انتشاراتِ روشنگران و مطالعات زنان   | N                                                  |
| چه کسی رئیس را کشت؟                     | ۱۳۷۱                        |                    | منتشر نشده.                        | N                                                  |
| افرا، یا روز می‌گذرد                     |                             |                    | منتشر نشده.                        | N                                                  |
| سگ‌کُشی                                   | ۱۳۷۱                        | ۱۳۷۹               | فیلم‌شدهٔ ۱۳۷۹                       | Yes                                                |
| یوآنا؛ یا نامه‌ای به هیچ کس              | ۱۳۷۱                        |                    | منتشر نشده.                        | N                                                  |
| گبر گور؛ یا گفتگو با خاک (کوتاه)        | ۱۳۷۲                        |                    | منتشر نشده.                        | N                                                  |
| سیاوش‌خوانی                              | ۱۳۷۲                        | ۱۳۷۵               | انتشاراتِ روشنگران و مطالعات زنان   | N                                                  |
| آوازهای ننه آرسو                        | ۱۳۷۳                        | ۱۳۷۴               | سالِ ۱۳۷۴ بر اساسش فیلم ساخته‌اند.   | سایه به سایه                                       |
| حورا در آینه                            | ۱۳۷۴                        |                    | منتشر نشده.                        | N                                                  |
| مقصد                                    | ۱۳۷۵                        | ۱۳۷۷               | انتشاراتِ روشنگران و مطالعات زنان   | N                                                  |
| اعتراض                                  | ۱۳۷۵                        |                    | منتشر نشده.                        | N                                                  |
| گفتگو با باد (کوتاه)                    | ۱۳۷۷                        | ۱۳۷۷               | فیلم‌شدهٔ ۱۳۷۷                       | Yes                                                |
| گفتگو با آب (کوتاه)                     | ۱۳۷۸                        |                    | منتشر نشده.                        | N                                                  |
| گفتگو با آتش (کوتاه)                    | ۱۳۷۸                        |                    | منتشر نشده.                        | N                                                  |
| ایستگاه سلجوق                           | ۱۳۷۹                        | ۱۳۸۱               | انتشاراتِ روشنگران و مطالعات زنان   | N                                                  |
| اتفاق خودش نمی‌افتد!                     | ۱۳۸۱                        | ۱۳۸۴               | انتشاراتِ روشنگران و مطالعات زنان   | N                                                  |
| ماهی                                    | ۱۳۸۳                        | ۱۳۹۹               | نشرِ بیشه                           | N                                                  |
| قالی سخنگو                              |                             | ۱۳۸۶               | فیلم‌شدهٔ ۱۳۸۵                       | Yes                                                |
| لبه‌ی پرتگاه                             | ۱۳۸۵                        | ۱۳۸۶               | انتشاراتِ روشنگران و مطالعات زنان   | N                                                  |
| وقتی همه خوابیم                         | ۱۳۸۶                        | ۱۳۸۷               | فیلم‌شدهٔ ۱۳۸۷                       | Yes                                                |
| پیام دورادور (کوتاه)                    | ۱۳۹۰                        |                    | منتشر نشده.                        | N                                                  |

غیر از این فیلم‌نامه‌ها، چند طرحِ فیلم هم منتشر شده که عبارت است از:
- شش طرح از هفت طرح برای فیلمِ صدثانیه‌ای در بزرگداشتِ صدمین سالِ سینما (۱۳۷۴)
- «هدایت» (۱۳۷۶)

پرویز کیمیاوی نیز در نیمهٔ اوّلِ دههٔ ۱۳۷۰ با بیضایی و چند فیلم‌سازِ دیگر قرارِ ساختِ یک فیلمِ آنتولوژی دربارهٔ تهران را گذاشته بود، که به سرانجام نرسید.
اتوبوس

### توضیحات
1. ↑  مثلاً یک کتابِ تاریخِ سینمای ایران برای نوجوانان در ۱۳۹۱ در وصفش می‌گوید: «بیضایی هر گاه که امکان فیلم ساختن و یا کارگردانی نمایش نداشته باشد، به نوشتن می‌پردازد و چون سال‌های طولانی چنین امکانی نداشته است، تعداد نمایشنامه‌ها و فیلمنامه‌های چاپ‌شده‌اش بسیار زیادتر از نمایش‌های اجراشده و فیلم‌های ساخته‌شده‌ی اوست.» (فغفوری، گیسو (۱۳۹۱). سرگذشت سینما در ایران. تهران: نشر افق. ص. ۱۰۶. شابک ۹۷۸-۹۶۴-۳۶۹-۷۱۵-۰.)
2. ↑  مثلاً فرهنگ جامع تحلیلی تئاتر (ص. ۵۷۷) در ۱۳۸۳ و فرهنگ ادبیات جهان (۹۴۵ :۱) در ۱۳۸۴ از نمایشنامهٔ نوشته‌های دیواری (۱۳۵۷) یاد کردند. همین نمایشنامه در بهرام بیضائی (۱۳۷۹) شهرام جعفری‌نژاد هم وصف شده است. سال‌ها بعد، نزدیکِ پایانِ قرن، بیضایی خواهش کرد که هر کس پاره‌هایی از این نمایشنامه را دارد به نویسنده بفرستد!
3. ↑  مثلاً در ۱۲ اکتبرِ ۲۰۱۶ در دانشگاهِ استنفورد و در گفت‌وگو با بهرام بیضایی. تهران: انتشارات آگاه. ۱۳۷۱. ص. ۳۱.
4. ↑  سالِ ۱۳۵۸ تعدادی از بازیگران از ترسِ احوالِ سیاسی از تمرینِ نوشته‌های دیواری کناره گرفتند. (بیضایی، بهرام؛ عباسیان، عسل (۲۹ خرداد ۱۳۹۷). «جار می‌زنیم صدایی شنیده نشود». شرق (۳۱۷۳): ۹.)
5. ↑  مگر اندکیش در شهریورِ ۱۳۹۹ در مجلّهٔ بخارا. موسی نامجو، وزیرِ دفاعِ ایران، که در شهریورِ ۱۳۶۰ قولِ حمایت‌هایی در تلویزیون برای ساختِ سریالی نُه‌ساعته از فیلم‌نامهٔ داستانِ باورنکردنی داده بود، در مهرِ همان سال در سقوطِ هواپیمای ارتشِ ایران مُرد (همراهِ یوسف کلاهدوز، که از جلساتش با بیضایی و فیلم‌سازانِ دیگر خبر هست). (− (۱ دی ۱۴۰۱). «ارتشی فیلمساز». همشهری (۸۶۷۱): ۸.)

### ارجاعات
1. ↑  خسروپناه، «شب‌های نویسندگان و شاعران ایران»، ۹۷.
2. ↑  تقی‌زاده، «بهرام بیضایی، ادبیات و سینما»، ۲۱.
3. ↑  لاهیجی و  نبوی، «علیه سانسور: گفت‌وگو با شهلا لاهیجی»، ۹.
4. ↑  گلستان، «پایسته بزرگداشت و تمجید»، ۱۲.
5. ↑  احمدی و  ایمانی، «زنده‌ام برای دیدن روزهای خوب ایران»، ۱۰.
6. ↑  −، «خسران سینما و تئاتر بدون بیضایی»، ۹.
7. ↑  −، «نبود او خسران بزرگ است»، ۱۴.
8. ↑  ملک‌پور و  احمدی، «عنوان «ادبیات نمایشی در ایران» ابداع من بود.»، ۱۸۰.
9. ↑  فراهانی و  نصیریان، «امضای علی نصیریان پای درخواست بهزاد فراهانی و دعای ژاله علو»، خبرآنلاین.
10. ↑  رفیعی جم، «خادم فرهنگ و هنر حتی دور از وطن»، ۱۲.
11. ↑  دهقان، «نگاهی به کارنامه اصغر فرهادی؛ آقای سینمای ایران»، صدای امریکا.
12. ↑  BBC Persian (16 July 2013). "نسل سوخته، پرگار". Retrieved 31 August 2020 – via YouTube.
13. ↑  جعفری جوزانی، «کاری کردید که بیضایی را فراری دادید و تقوایی هم دیگر فیلم نمی‌سازد»، بانی‌فیلم.
14. ↑  آغداشلو، «نماینده روح بزرگ ایرانی»، ۱۲.
15. ↑  درستکار، «بهمن فرمان‌آرا: زندگی و آثار»، ۱۵۶.
16. ↑  مرادی کرمانی و  فیضی، «هوشنگ دوم»، ۴۰۷.
17. ↑  جنّتی و  آرتا، «نهادهای فرهنگی غیردولتی پاسخ‌گو نیستند»، ۱۱.
18. ↑  ستّاری و  شروقی، «همچنان آرمان‌خواه هستم»، ۱۰.
19. ↑  دولت‌آبادی، «محمود دولت‌آبادی عنوان کرد: بیضایی مردی ازپانیافتادنی»، ایسنا.
20. ↑  ۱۵ شهریورِ ۱۳۸۷، مجموعهٔ فرهنگی هنری آسمان، تهران
21. ↑  احمدی، «بیضایی هر بار نفس تازه‌ای به تئاتر ایران دمید»، ۱۲.
22. ↑  چلچراغ (هفته‌نامه)
23. ↑  −، «تحریفات فیلمساز گریخته از وطن»، ۳.
24. ↑  خسروپناه، «شب‌های نویسندگان و شاعران ایران»، ۹۷.
25. ↑  صابری و  احمدی، «دلبسته این خاکم»، ۸.
26. ↑  رادی، «تو آن درخت روشنی»، ۲۰.
27. ↑  براهنی، «دوست بزرگم، اکبر رادی، به شهادت چند نکته»، ۱۶.
28. ↑  لاهیجی و  نبوی، «علیه سانسور: گفت‌وگو با شهلا لاهیجی»، ۹.
29. ↑  فراهانی، «مسئولان، مسئولیت‌شان را بشناسند/ بهرام بیضایی را برگردانید!»، خبرگزاری برنا.
30. ↑  محسنی، «سرزمین بیضایی، سرزمین پهناور سینماست!»، ۷.
31. ↑  چرم‌شیر، «درس‌های «سهراب‌کُشی»»، ۱۳۳.
32. ↑  نصیریان و  اکبری، «مخالف بودم با استبداد روشنفکری»، ۴۷.
33. ↑  ولی‌زاده، «ارثیه‌ی باشکوه آقای گیل»، ۱۷.
34. ↑  قوکاسیان، «مجموعهٔ مقالات در نقد و معرفی آثار بهرام بیضایی»، ۱۲۲–۱۱۵.
35. ↑  −، «اظهارات ابراهیم حاتمی‌کیا درباره بیضایی، تقوایی و کیارستمی»، ۷.
36. ↑  −، «ستایش اسکورسیزی از بیضایی»، ۱۶.
37. ↑  عشقی، «بیضایی، همچنان درک نشده»، ۲۷.
38. ↑  https://www.aparat.com/v/4RlYj/%DA%AF%D9%81%D8%AA%DA%AF%D9%88_%D8%A8%D8%A7_%D9%81%D8%AE%D8%B1%D8%A7%D9%84%D8%AF%DB%8C%D9%86_%D8%A7%D9%86%D9%88%D8%A7%D8%B1_%D9%88_%D8%B3%DB%8C%D8%AF%D9%85%D8%AD%D9%85%D8%AF_%D8%A8%D9%87%D8%B4%D8%AA%DB%8C%D8%9B_%D9%85%D8%AF%DB%8C%D8%B1%D8%A7%D9%86_%D8%B3%DB%8C%D9%86%D9%85%D8%A7%DB%8C_%D8%A7%DB%8C%D8%B1%D8%A7%D9%86
39. ↑  −، «سفر هنرمندان سینمای ایران به دور دنیا»، ۳.
40. ↑  کیمیاوی و  −، «سبک سینمایی من همان نقالی است»، ۵۴.